# بهار (جرغلان)
بهار (بالفارسية: بهار) هي قرية تقع في إيران في قسم جرغلان الريفي. يقدر عدد سكانها بـ 407 نسمة .